# Santuario della Madonna della Cintura
Il santuario della Madonna della Cintura, o chiesa di San Giacomo apostolo, è una chiesa situata in via Vittorio Veneto nel comune di Pasturo, in provincia di Lecco accanto al palazzo municipale.

## Storia
Nel luogo dove oggi sorge il santuario, nel XV secolo esisteva un oratorio dedicato a Giacomo apostolo; dopo un'apparizione miracolosa della Madonna, l'oratorio fu trasformato in santuario nel 1618. Dopo questo evento, sull'altare venne posto un dipinto raffigurante la Madonna della Cintura con Sant'Agostino e San Rocco, il quale venne sostituito nel 1886 da una statua della Madonna col Bambino donata da Dionigi Doniselli che oggi viene portata in processione durante la festa patronale che si celebra la prima domenica di settembre.

## Architettura e impianto decorativo
L'edificio in stile barocco presenta un'unica navata con due cappelle laterali, mentre davanti all'ingresso si trova un imponente portico. All'interno del presbiterio si può ammirare una decorazione barocca in stucco risalente al 1670-1673 opera di Giovanni Domenico Aliprandi, artista oriundo della Val Taleggio, che fu ripristinata in occasione del restauro effettuato da Luigi Garoli nel 1978-1980.
Sulla volta dell'altare maggiore si trovano cinque affreschi di autore ignoto del 1680-1681, incorniciati da ricchi fregi, che raffigurano l'Assunzione della Madonna in cielo, circondata dalla Natività, dall'Adorazione dei Magi, dalla Fuga della Sacra Famiglia in Egitto e dall'Incoronazione della Vergine. Sulla parete sinistra del presbiterio è posta una tela del 1687 su cui è dipinta la Madonna della Cintura con i Santi Monica, Agostino e Ambrogio.
Nell'altare di sinistra è posta una pala d'altare secentesca raffigurante l'Immacolata con i Santi Anna, Carlo, Antonio da Padova e Agnese del pittore fiorentino Aloysius Realis. Dello stesso artista è la Madonna col Bambino e i Santi Andrea e Pietro Martire posto sulla parete destra del presbiterio.